# Edna Semedo Monteiro
Edna Semedo Monteiro (ur. 23 stycznia 1991 w Ettelbrucku) – luksemburska lekkoatletka specjalizująca się w skoku o tyczce.
3 czerwca 2011 wyrównała wynikiem 3,80 m rekord kraju Giny Reuland w skoku o tyczce.

## Osiągnięcia
| Rok  | Impreza                       | Miejsce   | Lokata     | Wynik |
| ---- | ----------------------------- | --------- | ---------- | ----- |
| 2011 | Igrzyska małych państw Europy | Schaan    | 1. miejsce | 3,80  |
| 2013 | Igrzyska małych państw Europy | Luksemurg | 2. miejsce | 3,60  |

## Rekordy życiowe
- Skok o tyczce – 3,95 (2013)